# Nikolái Stoletov
Nikolái Grigorevich Stoletov (en ruso: Столетов, Николай Григорьевич; 14 de noviembre de 1834 - 10 de julio de 1912) fue un general en el Ejército Imperial Ruso. Era el hermano del destacado físico Aleksandr Stoletov.
Stoletov nació en Vladímir y asistió al Vladímir Gymnasium (escuela básica) y a la facultad de físicas de la Universidad Estatal de Moscú graduándose en 1854. Se unió al Ejército ruso en 1854 y luchó en la guerra de Crimea, participando en la batalla de Inkerman y en el sitio de Sebastopol.
Stoletov se graduó en la Academia del Estado Mayor General en 1859. En la década de 1860 Stoletov tomó parte en la conquista rusa de Turkestán y fue un participante importante en la guerra ruso-turca de 1877-78. Durante este conflicto comandó las fuerzas rusas y búlgaras en la 2.ª batalla del paso de Shipka.
Tras el fin de la guerra ruso-turca Stoletov fue nombrado Teniente General y designado comandante del Distrito Militar de Turkestán y participó en una misión diplomática a Afganistán. Esta misión indirectamente condujo a una confrontación entre Afganistán y el Imperio británico, ya que los británicos exigieron que los afganos solo aceptaran una misión británica, y cuando el emir Sher Ali Khan lo rechazó, los británicos invadieron, iniciándose la segunda guerra anglo-afgana.
Se retiró en 1898 y murió en Tsarskoye Selo.